# 나은 (당)
나은(羅隱, 833년 ~ 910년 1월 26일(음력 909년 12월 13일))은 중국 당나라 말기부터 오대십국 초기를 살았던 시인이다. 자(字)는 소간(昭諫)으로 여항(餘杭) 또는 신증(新登) 사람이라고도 한다. 본명은 횡(橫)이다.

## 생애
20세에 진사시에 응시했으나 열 번이나 낙방하고, 마침내 이름을 은(隱)으로 고친 뒤 스스로 호를 강동생(江東生)이라 하였다.
그의 성품에 대해서는 '순박하게 생겼지만 천박했다.(貌古而陋)', '촌스러운 말씨가 어그러졌다.(鄕音乖刺)'，'재주를 믿고 사람들을 깔보았으므로 사람들은 모두 그를 꺼리고 싫어했다.(恃才忽睨. 衆頗憎忌)'고 기록되어 있다. 당시 관료들로부터 미움을 사서 함통(咸通) 11년(870년)에 호남(湖南)과 회주(淮州), 윤주(潤州) 등지를 돌며 관직을 얻으려 했지만 모두 실패한 채, 광계(光啟) 3년(887년)에 강동으로 돌아온 뒤로는 곤궁하고 빈한한 생활을 하다가 55세 때에야 전류(錢鏐)의 막료(幕僚)가 되었고, 거듭 전당령(錢塘令), 진해군장서기(鎭海軍掌書記) 절도판관(節度判官)에 염철발운부사(鹽鐵發運副使) 저작좌랑(著作佐郎)을 거쳐 사훈랑(司勳郎)이 되었다.
관직을 얻은 뒤에도 오만방자한 성격은 끝내 고치지 못했지만 전류는 거슬려하지 않았다고 하며, 나은도 주전충(朱全忠)의 간의대부(諫議大夫)로 발탁되었지만 나은은 이를 거절하였다고 한다. 그러나 나소위(羅紹威)가 후량(後梁)에 귀부한 뒤, 나은을 적극 추천하여 그를 후량의 급사중(給事中)으로 삼았고, 이때 주군인 전류도 이미 주온(朱温)에게 신하를 칭하고 있었기에 나은도 할 수 없이 받았다고 한다. 얼마 안 가서 전당(钱塘)에서 향년 77세로 숨을 거둔다. 세상에서는 그를 나 급사(羅給事)라 불렀다고 한다.
저서로 《강동갑을집(江東甲乙集)》, 《회남우언(淮南寓言)》과 《참서(讖書)》, 《후집(後集)》이 세상에 유행했으며, 아들 새옹(塞翁)이 있었는데 양의 그림을 잘 그렸고 그 그림은 후에 북송의 손면(孫沔)이 소장하게 되었다.

## 작풍
나은의 시는 영사(詠史), 즉 역사를 읊은 것이 많았는데, 《당재자전》(唐才子傳)에는 나은의 글을 평해 '시문(詩文)은 무릇 풍자하고 비꼬는 것을 주로 삼아 오래된 사당의 목상이라 해도 피해갈 수가 없었다.'라고 하였으며, 그 시풍(詩風)은 만당(晚唐)의 한 파에 속했고, 민간에 나도는 구어(口語)를 다듬는 데 뛰어났다는 평가를 받는다.
한편 신라의 문인으로서 당으로 유학하러 온 최치원(崔致遠)과도 교류가 두터웠는데, 《삼국사기》는 처음 최치원이 당으로 왔을 때, 평소 자신의 재주를 믿고 스스로 높게 여기며 쉽게 남을 인정하지 않았던 나은도 최치원에게는 자신이 지은 시 다섯 두루마리를 보여주었다고 한다.
조선의 정조(正祖)는 나은에 대해 "《양동서(兩同書)》 10편은 내용 중에 지론(旨論)이 많다. 그가 말한 귀천(貴賤), 강약(强弱), 손익(損益), 경만(敬慢), 후박(厚薄), 이란(理亂), 득실(得失) 등 여러 편에서 천고의 인물을 품평한 것은 사람으로 하여금 읽어도 읽어도 싫증이 나지 않게 한다."고 호평하면서도, "앞의 다섯 편에서 노담(老聃)을 끌어다 결론을 맺고 뒤의 다섯 편에서 공자를 끌어다 결론을 맺은 것은 타당하지 않은 것 같다."고 평가하였다.

## 저명한 작품
| 속내를 보이다(自遺) |                                               |
| 得則高歌失則休      | 얻으면 크게 노래하고 잃으면 조용히 쉬어가며   |
| 多愁多恨亦悠悠      | 근심 많고 한 많은 이 세상, 그럭저럭 살다 가자 |
| 今朝有酒今朝醉      | 오늘 아침 술 생기면 오늘 아침 취하고          |
| 明日愁來明日愁      | 내일의 근심일랑 내일의 근심으로 남겨두자꾸나  |

## 관련 사적
- 《구오대사》 권24, 〈양서〉24, [열전]14, 나은
- 《당재자전》 권9
- 심숭, 〈나 급사 묘지〉

## 같이 보기
- 최치원